# Serrat del Gall (Casserres)
El Serrat del Gall és una muntanya de 655 metres que es troba entre els municipis d'Avià i de Casserres, a la comarca catalana del Berguedà.